# 波号第二百十九潜水艦
波号第二百十九潜水艦（はごうだいにひゃくじゅうきゅうせんすいかん）は、日本海軍の未成潜水艦。波二百一型潜水艦の19番艦。戦後海没処分された。

## 艦歴
マル戦計画の潜水艦小、第4911号艦型の19番艦、仮称艦名第4929号艦として計画。1945年6月15日、佐世保海軍工廠で起工。
7月2日、波号第二百十九潜水艦と命名されて波二百一型潜水艦の19番艦に定められ、本籍を佐世保鎮守府と仮定。8日、艤装員事務所を佐世保海軍工廠内に設置し事務を開始。12日進水し、本籍を佐世保鎮守府に定められる。
終戦時未成。8月17日、工事中止が発令され工程90%で工事中止。
1946年4月5日、向後崎西方沖でアメリカ海軍により海没処分された。

## 艤装員長
1. 工藤淳一 大尉：1945年7月8日 - 1945年8月15日